# Moszkitókolibri
A moszkitókolibri vagy rubintorkú topázkolibri (Chrysolampis mosquitus) a madarak (Aves) osztályának a sarlósfecske-alakúak (Apodiformes) rendjébe, ezen belül a kolibrifélék (Trochilidae) családjába tartozó Chrysolampis madárnem egyetlen faja. Az alcsaládi besorolása bizonytalan, egyes szervezetek a valódi kolibriformák (Trochilinae) alcsaládjába sorolják ezt a nemet és a fajt is.

## Rendszerezése
A faj Carl von Linné svéd természettudós írta le 1758-ban, a Trochilus nembe Trochilus mosquitus néven.

## Előfordulása
Dél-Amerikában, Brazília, Kolumbia, Venezuela, Északkelet-Bolívia, Guyana, Tobago és Trinidad területén honos. 
Természetes élőhelyei a szubtrópusi és trópusi szezonálisan elárasztott gyepek, szavannák és cserjések, szántóföldek, vidéki kertek és városi régiók. Állandó, nem vonuló faj.

## Megjelenése
Testhossza 10 centiméter, szárnyfesztávolsága körülbelül 12 centiméter és testtömege körülbelül 4 gramm. A csőr hossza pontosan megfelel bizonyos virágok méretének; más kolibri-fajok csőre viszont más virágokhoz illik-a fajok között tehát nincs vetélkedés a táplálék miatt.
|  |

## Életmódja
Nektárral és rovarokkal táplálkozik, melyet a virágoknál repülve szerez meg. A költési időszak kivételével magányos és körzetét elszántan védelmezi. A virágok a kolibrinak nemcsak nektárt, hanem virágport is kínálnak. Virágról virágra járva a madarak rendre elvégzik a beporzást is, így elősegítik tápláléknövényeik szaporodását.

## Szaporodása
Az ivarérettséget egyéves korban éri el. A párzás a levegőben történik meg. A pókhálóval összefogott fészekben, 1-2 tojás található. A tojó 14-21 napig kotlik a tojásokon. A fiatal topázkolibrik 3 hét után repülnek ki.

## Természetvédelmi helyzete
Az elterjedési területe rendkívül nagy, egyedszáma pedig ismeretlen. A Természetvédelmi Világszövetség Vörös listáján nem fenyegetett fajként szerepel.